# Ambasciata di Antigua e Barbuda a Madrid
L'ambasciata di Antigua e Barbuda a Madrid è la missione diplomatica di Antigua e Barbuda nel Regno di Spagna.
L'ambasciata è stata istituita nel 2018 e il primo ambasciatore accreditato è Dario Item.
Essa cura anche i rapporti diplomatici del paese caraibico con il Principato del Liechtenstein, il Principato di Monaco e l’Organizzazione Mondiale del Turismo (UNWTO).
L'ambasciata di Antigua e Barbuda a Madrid costituisce l'unica rappresentanza diplomatica del paese presente in Spagna.
Il canale d’informazione ufficiale dell’ambasciata è il portale Antigua.news.